# Miss Islas Turcas y Caicos
Miss Islas Turcas y Caicos (también conocido como Miss Universo Islas Turcas y Caicos) es un concurso de belleza nacional en las Islas Turcas y Caicos. Se encarga de seleccionar a la representante del país para el concurso Miss Universo.

## Ganadoras
| Año  | Miss Islas Turcas y Caicos | Notas |
| ---- | -------------------------- | --- |
| 1979 | Constance Lightbourne      | Dirección de la Oficina de Turismo de las Islas Turcas y Caicos                                                |
| 1980 | Francis Rigby              | |
| 1981 | Jacqueline Astwood         | |
| 1982 | Lolita Ariza               | |
| 1983 | Deborah Lindsley           | |
| 1984 | Miriam Coralita Adams      | |
| 1985 | Barbara Bulah Mae Capron   | |
| 1986 | Carmelita Ariza            | |
| 1987 | Edna Smith                 | |
| 1988 | Sharon Simons              | |
| 1989 | Karen Been                 | |
| 1990 | Kathy Hawkins              | |
| 1991 | Barbara Johnson            | |
| 1992 | Michelle Mills             | |
| 1993 | Eulease Walkin             | |
| 1994 | Sharleen Grant             | |
| 1995 | Delthia Russell            | |
| 1996 | Keisha Delancy             | |
| 1998 | Shantel Stubbs             | |
| 1999 | Clintina Gibbs             | |
| 2000 | Shireen Gardiner           | |
| 2001 | Euwonka Selver             | |
| 2003 | Shamara Ariza              | |
| 2004 | Weniecka Ewing             | |
| 2005 | Shavenna Been              | |
| 2006 | Saneita Been               | |
| 2007 | Angelica Lightbourne       | |
| 2008 | Jewel Selver               | Jewel Selver se retiró de Miss Universo 2009 el 22 de agosto, menos de un día antes de la transmisión en vivo. |
| 2011 | Easher Parker              | |
| 2013 | Snwazna Adams              | Kazz Forbes y Saint George Fashion House (SGFH)                                                                |
| 2014 | Shanice Williams           | Kazz Forbes y Saint George Fashion House (SGFH)                                                                |
| 2024 | Raynae Myers               | |
| 2025 | Bereniece Dickenson        | |

## Representación internacional
: Declarada como ganadora
     : Terminó como finalista
     : Terminó como una de las semifinalistas o cuartofinalistas
     : Terminó como ganadora de premios especiales
| Año                           | Miss Universo Islas Turcas y Caicos | Posición en Miss Universo | Premios especiales                            |
| ----------------------------- | ----------------------------------- | ------------------------- | --------------------------------------------- |
| 2025                          | Bereniece Dickenson                 | Por competir              | Por competir                                  |
| 2024                          | Raynae Myers                        | No clasificó              |                                               |
| No compitió entre 2015 y 2023 |                                     |                           |                                               |
| 2014                          | Shanice Williams                    | No clasificó              |                                               |
| 2013                          | Snwazna Adams                       | No clasificó              |                                               |
| 2012                          | No compitió                         | No compitió               | No compitió                                   |
| 2011                          | Easher Parker                       | No clasificó              |                                               |
| 2010                          | No compitió                         | No compitió               | No compitió                                   |
| 2009                          | Jewel Selver                        | No compitió               | No compitió                                   |
| 2008                          | Angelica Lightbourne                | No clasificó              |                                               |
| 2007                          | Saneita Been                        | No clasificó              |                                               |
| 2006                          | Shavenna Been                       | No clasificó              |                                               |
| 2005                          | Weniecka Ewing                      | No clasificó              | - Miss Turismo (premio de cultura tailandesa) |
| 2004                          | Shamara Ariza                       | No clasificó              |                                               |
| 2003                          | No compitió                         | No compitió               | No compitió                                   |
| 2002                          | Euwonka Selver                      | No compitió               | No compitió                                   |
| 2001                          | Shereen Gardiner                    | No clasificó              |                                               |
| 2000                          | Clintina Gibbs                      | No clasificó              |                                               |
| 1999                          | Shantel Stubbs                      | No clasificó              |                                               |
| 1998                          | No compitió                         | No compitió               | No compitió                                   |
| 1997                          | Keisha Delancy                      | No clasificó              |                                               |
| 1996                          | Delthia Russell                     | No clasificó              |                                               |
| 1995                          | Sharleen Grant                      | No clasificó              |                                               |
| 1994                          | Eulease Walkin                      | No clasificó              |                                               |
| 1993                          | Michelle Mills                      | No clasificó              |                                               |
| 1992                          | Barbara Johnson                     | No clasificó              | - Miss Simpatía                               |
| 1991                          | Kathy Hawkins                       | No clasificó              |                                               |
| 1990                          | Karen Been                          | No clasificó              |                                               |
| 1989                          | Sharon Simons                       | No clasificó              | - Miss Simpatía                               |
| 1988                          | Edna Smith                          | No clasificó              |                                               |
| 1987                          | Carmelita Ariza                     | Top 10                    |                                               |
| 1986                          | Barbara Bulah Mae Capron            | No clasificó              |                                               |
| 1985                          | Miriam Coralita Adams               | No clasificó              |                                               |
| 1984                          | Deborah Lindsley                    | No clasificó              |                                               |
| 1983                          | Lolita Ariza                        | No clasificó              |                                               |
| 1982                          | Jacqueline Astwood                  | No clasificó              |                                               |
| 1981                          | Francis Rigby                       | No clasificó              |                                               |
| 1980                          | Constance Lightbourne               | No clasificó              |                                               |